# Hylacola pyrrhopygia
Hylacola pyrrhopygia là một loài chim trong họ Acanthizidae.